# Dingoo
Dingoo A320 är en handhållen spelkonsol som spelar musik och video och öppna spel. Dingoon har även inbyggd radio och inspelningsfunktion. Den finns tillgänglig i två färger, svart och vitt.

## Hårdvara

### Specifikationer
- CPU: Ingenic JZ4732 @ 400MHz (MIPS arkitektur)
- RAM': 32MB
- Inbyggt minne: 4GB
- Extra minne: MiniSD/SDHC (MicroSD/SDHC with adapter)
- Ingångar: D-Pad, L, R, A, B, X, Y, Start & Select
- Utgångar: Stereohögtalare, hörlursuttag & TV-ut
- I/O: USB 2.0
- Skärm: 2.8" LCD, upplösning 320 × 240, 16M färger
- Batteri: 3.7V 1700 mAH (6.29WH) Li-Ion, ca. 7 timmars drifttid
- Videouppspelning: RM, MP4, 3GP, AVI, ASF, MOV, FLV, MPEG
- Ljuduppspelning: MP3, WMA, APE, FLAC, RA
- Radio: Digital FM Tuner
- Inspelning: Spelar in röst (MP3 och WMA) och radio.
- Mjukvara: Gratis SDK
- Storlek: 125 × 56 × 14 mm
- Vikt: 110g[1]

## Funktioner

### Spel

#### Original
Några av spelen är på engelska och kinesiska, andra är enbart på engelska
- 7 Days salvation
- Ultimate Drift
- Dream Drift
- Dingoo Snake
- Amiba's Candy
- Hell Striker
- Decollation Warrior

#### Homebrew
- Rubido
- MineSweeper
- AstroLander

### Emulatorer

#### Officiella
- GBA
- NES
- NeoGeo
- SNES
- CPS1
- CPS2
- Sega Mega Drive/Genesis[2]

#### Inofficiella

##### Konsoler och datorer
- Game Boy och Game Boy Color och Game Boy Advance
- MSX (openMSX dingux)
- Neo Geo Pocket
- PC Engine (under utveckling)
- Sega Master System och Sega Game Gear (under utveckling)
- WonderSwan och WonderSwan Color (under utveckling)
- Magnavox Odyssey 2
- ColecoVision

##### Arkadspel
- Centipede och Millipede
- MAME
- Mikie (Konami)
- Pac-Man och Ms. Pac-Man

### Videouppspelning
- Videocontainers: RMVB, RM, AVI, WMV, FLV, MPEG, MP4, ASF, MOV
- Videoformat: WMV1, WMV3, WMV7, WMV8.1, WMV9, MP42, mp4v, DIV3, DiVX5, XViD, MJPG, MPEG1, MPEG2
- LCD Upplösning: 320*240

### Ljuduppspelning
- Ljudformat MP3, WMA, APE, FLAC, WAV, AC3
- Kanaler: Stereo
- Equalizer

### Bildvisare
- Stödjer JPG, BMP, GIF, PNG

### Text
- Stödjer .txt
- Text-till-tal på engelska

### Radio
- FM-radio

### Inspelning
- Röst- & Radio-inspelning
- Röstinspelning stödjer MP3/WAV

### Annat
- Stödjer formatet SWF, (endast Flash 6)
- U-disk antivirus.
- USB2.0

### Filhanterare
- Bläddra bland filerna på Dingoon

### Officiell firmware
Firmware V1.20 (Flerspråksstöd)>

### Inofficiell firmware
Team Dingoo har släppt flera inofficiella firmwares.
- a320-1.03TD-3
- a320-1.03TD-2
- a320-1.03TD-1>

### µC/OS-II
Det inbyggda Operativsystemet på Dingoo A320 är µC/OS-II.

### Linux
En Linuxkernel släpptes av Booboo på Google Code i maj 2009.
Under Linux kan man köra Emulatorerna: ScummVM, SMS Plus, Gmuplayer, Gnuboy, MAME, Snes9x, PicoDrive och Nofrendo.